# Cuentas anales

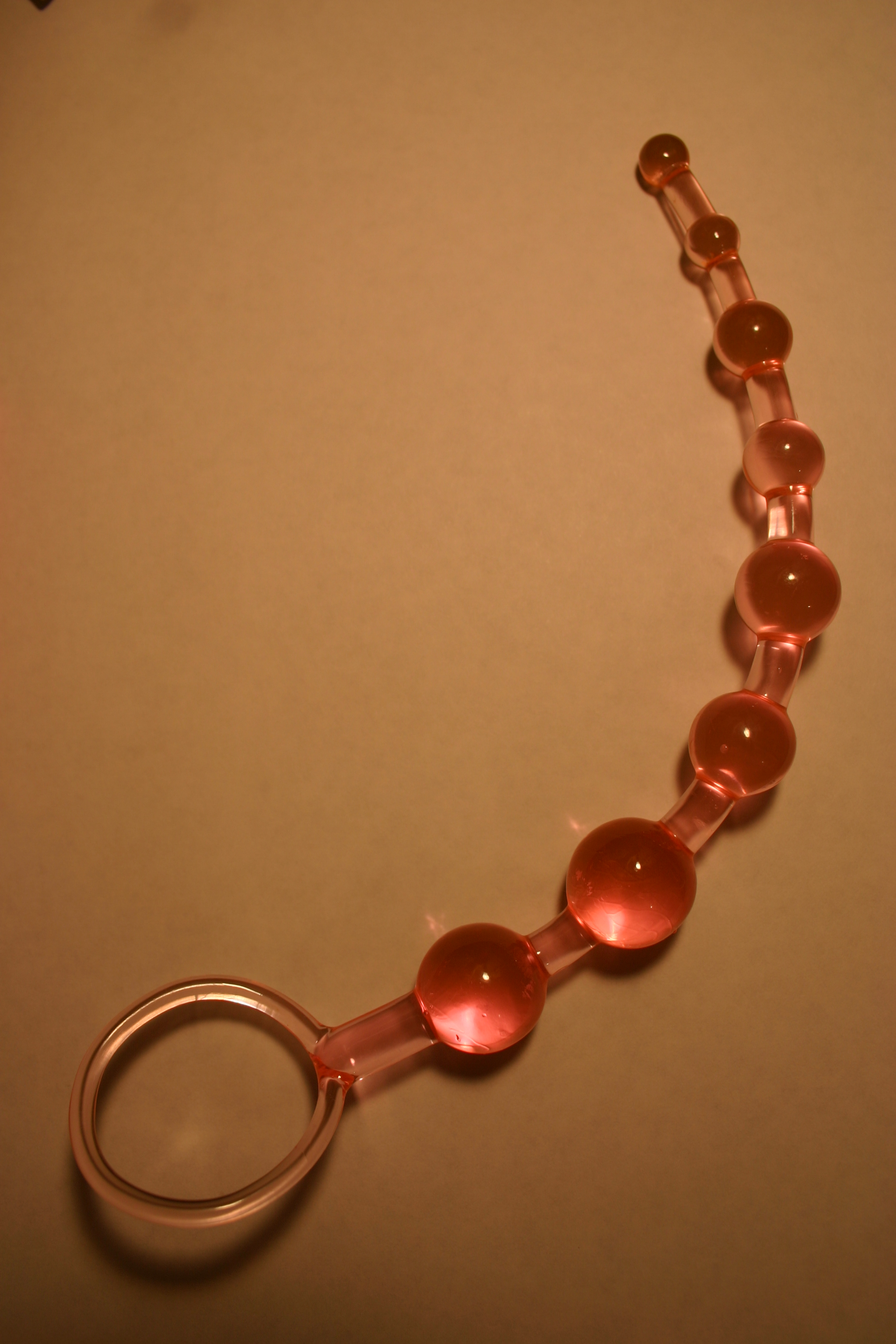
Cuentas anales

Las cuentas anales, bolas anales o bolas tailandesas son un juguete sexual que consiste en numerosas esferas o pelotitas unidas a una cuerda o soporte rígido o semirrígido que las atraviesa.
Pueden ser usadas tanto por mujeres como por varones y son insertadas en el recto a través del ano con la ayuda de un lubricante. El placer deriva de varios factores entre los que se incluye la velocidad a la que se introducen y sacan las bolitas, el calibre de estas, que puede ser variable incluso en un mismo juguete y la profundidad a la que llegan. A menudo se sacan rápida y bruscamente para aumentar la sensación placentera durante el orgasmo. Los que las usan disfrutan cuando las cuentas pasan por el angosto músculo esfínter externo del ano.

## Diseño
Las cuentas anales están disponibles en una amplia variedad de tamaños, con las bolas individuales de solo 25 mm de diámetro hasta 125 mm de diámetro y más allá. La mayoría de los usuarios disfrutan de perlas con un diámetro de alrededor de 45 mm o menos, pero algunos se vuelven más aventureros con la experiencia, y tratan con tamaños más grandes para incrementar el placer. Las bolas anales son comúnmente de silicona, plástico, goma, látex, cristal o metal y terminan en una anilla o mango. Uno de los objetivos de este anillo es evitar que el juguete sexual quede completamente alojado en el recto, así como facilitar su eliminación. Las perlas pueden estar unidas de manera flexible, en cuyo caso se deben insertar individualmente, o mediante un semieje rígido delgado, en cuyo caso pueden ser empujadas en el ano de una vez, cada cual variaciones de la técnica sexual de «sacar las bolitas». Este último diseño tiene ventajas para la masturbación.
Las numerosas terminaciones nerviosas del esfínter para permitir sensaciones de excitación, tanto durante la inserción como la extracción, y bolas más grandes pueden crear sensaciones de presión en el interior del recto.
Existen modelos inflables que varían el grosor de las bolas a voluntad con la ayuda de una perilla y algunas otras se han mejorado con la tecnología de vibración para niveles avanzados de placer.

## Uso
Las cuentas anales se incorporan comúnmente durante el sexo anal, la masturbación genital, o cualquier actividad que involucre las nalgas, el ano o la zona anal.
Como ocurre con toda actividad sexual anal, las bolas anales y el recto deben estar bien lubricados con un lubricante destinado al sexo anal. Es importante hacer esto, ya que el recto puede rasgarse, desgarrarse o lesionarse fácilmente. Los lubricantes a base de silicona no deben usarse con perlas anales de silicona, ya que el lubricante erosionará las perlas. Se deben lavar con agua tibia y jabón, para luego dejarse secar naturalmente. En dado caso de compartirlo con otra persona, se pueden colocar dentro de un condón.
También se debe tener cuidado de contar las cuentas antes y después de su uso para garantizar que se retiren todas del ano, ya que, según se informa, los hilos se han roto durante los movimientos rectales intensos.